# César Rendueles
César Rendueles (Girona, 1975) és un filòsof català. Tot i que va néixer a Girona, va créixer a Gijón i viu a Madrid. És fill de l'assagista i psiquiatre Guillermo Rendueles. Doctorat en filosofia, va ser professor associat a la Universitat Carles III de Madrid i professor convidat a la Universitat Nacional de Colòmbia i actualment és professor del Departament de Teoria Sociològica de la Universitat Complutense de Madrid. Va ser membre fundador del col·lectiu d'intervenció cultural Ladinamo, que editava la revista homònima. Entre 2003 i 2012 va ser coordinador cultural i director de projectes del Círculo de Bellas Artes. Traductor en diverses editorials, ha publicat dos reculls d'obres de Karl Marx i s'ha encarregat de l'edició d'assajos clàssics d'autors com Walter Benjamin, Karl Polanyi o Jeremy Bentham. El 2011 va comissariar l'exposició Walter Benjamin. Constelaciones.
El 2013 publicà Sociofobia: El cambio político en la era de la utopía digital, on qüestiona, en primer lloc, el consens ideològic pel que fa a la capacitat de les tecnologies de la comunicació a induir dinàmiques socials positives. En segon lloc, fa una anàlisi de la societat capitalista com a sistema destructor dels lligams comunitaris i situa la ciutadania en el centre de la reivindicació política.
El 2016 va col·laborar amb el llibre Cultura en tensió, de Raig Verd, amb altres autors com Nando Cruz, Lucía Lijtmaer, Marina Garcés, Ramon Faura i Joan Miquel Gual.